# Urtica buchtienii
Urtica buchtienii là loài thực vật có hoa trong họ Tầm ma. Loài này được Ross miêu tả khoa học đầu tiên.